# Siège de Banias
Guerre civile syrienne
Batailles
Le siège de Banias est une opération lancée par les forces armées syriennes contre des manifestants dans la ville de Banias entre le 7 et le 14 mai 2011, dans le cadre de la guerre civile syrienne. Elle a pour but de reprendre le contrôle de la ville aux manifestants anti-Assad.
Après une semaine de siège, la ville tombe sous le contrôle de l'armée arabe syrienne et la rébellion est matée.

## Contexte

### Premières manifestations
Le 15 mars 2011, un mouvement de protestation contre le gouvernement syrien commence à dégénérer, où ont eu lieu des manifestations simultanées dans les grandes villes de Syrie. Le 18 mars, les organisateurs des manifestations appellent à un «vendredi de la dignité». Des manifestations ont lieu à Damas, Alep, Homs, Hama, Banias et surtout à Deraa où les forces de l'ordre tirent à balles réelles sur les manifestants tuant quatre d'entre eux.
Le 9 avril, des hommes armés inconnus ont tiré sur un autobus militaire voyageant à travers Banias tuant neuf soldats. La BBC, Al Jazeera et The Guardian ont cité des témoins affirmant que les neuf soldats tués l'avaient été par l'armée syrienne pour avoir refusé de tirer sur les manifestants. Mais les témoignages des soldats rescapés pointent vers des hommes armés liés aux insurgés. En effet, d'autres témoignages évoquent des distributions d'argent et d'armes aux insurgés par des hommes fidèles à l'ancien vice-président syrien Khaddam.
Le 10 avril, des protestations ont eu lieu à Banias où de violents affrontements ont éclaté entre les forces de sécurité et les manifestants. Entre trois et six manifestants auraient été tués, tandis qu'un policier a été tué par des tireurs inconnus. Le 14 avril, un tireur d'élite tue un soldat de l'armée syrienne à Banias selon des médias du régime.
Le 10 avril, l'armée syrienne encercle Banias. Le 12 avril, plusieurs dizaines de personnes sont arrêtées dans cette ville, ainsi qu'entre 150 et 200 autres dans la localité voisine de Baïda, selon l'Observatoire syrien des droits de l'homme (OSDH). Le lendemain, plus de 5 000 femmes se rassemblent sur la route de Tartous à Banias afin de réclamer leur libération.

## Déroulement
Dans la matinée du 7 mai, les chars de l'armée syrienne entrent à Banias,. Les autorités syriennes présentent alors la ville comme un « centre du terrorisme salafiste »,. Les chars pénètrent dans les quartiers sud de la ville, bastion des manifestants, que les habitants tentent d'arrêter en formant des « boucliers humains ». L'armée encercle également le même jour le village voisin de Baïda. Elle reprend le contrôle des quartiers sunnites de la ville, qui avaient été sous le contrôle des manifestants lorsque les forces loyalistes avaient tiré à balles réelles sur la foule le 10 avril.
Les communications téléphoniques, l'électricité et l'eau sont coupés. Selon l'OSDH, plus de 250 personnes sont arrêtées les 7 et 8 mai, dont plusieurs dizaines de femmes et un enfant. Parmi les personnes arrêtées figurent le cheikh Anas al-Ayrout, considéré comme le chef de file du mouvement de protestation, Bassam Sahiouni et plusieurs médecins de l'hôpital d'Al-Jamiyyeh. Rami Abdel Rahmane, le président de l'OSDH déclare : « La ville est coupée du monde et dans les quartiers sud, place forte des contestataires, il y a des tireurs embusqués sur les toits. [...] Des chars ont été déployés dimanche sur la corniche et dans les quartiers sud de Banias et des perquisitions ont été effectuées. Des personnes ont été arrêtées sur la base de listes ».
Le lendemain, 30 chars de l'armée syrienne patrouillent dans la ville dont certains sont postés au centre-ville. Des navires de la marine syrienne se seraient également postés près de la côte de la ville. Des unités des forces spéciales seraient entrées dans la partie nord de la ville, d'où des tirs nourris ont été entendus.
Le 14 mai, après une semaine d'opérations dans cette ville, l'armée se retire et rétablit l'ordre dans la ville.

## Les pertes
Le 8 mai, la militante des droits de l'homme Razan Zaitouneh déclare qu'au moins dix civils, dont quatre femmes, ont été tués par l'armée à Baniyas. Le même jour, l'Observatoire syrien des droits de l'homme (OSDH) affirme pour sa part avoir recensé au moins six tués.
L'agence Sana affirme pour sa part le 8 mai que six soldats ont été tués dans l'ensemble des opérations menées à Deraa, Banias et Homs.